# スターストラック
『スターストラック』（原題: StarStruck）は、フィリピンのリアリティーショー。GMAネットワークで2003年10月27日に初公開された。